# Heil- und Pflegeanstalt Rufach

Ansichtskarte, ca. 1912

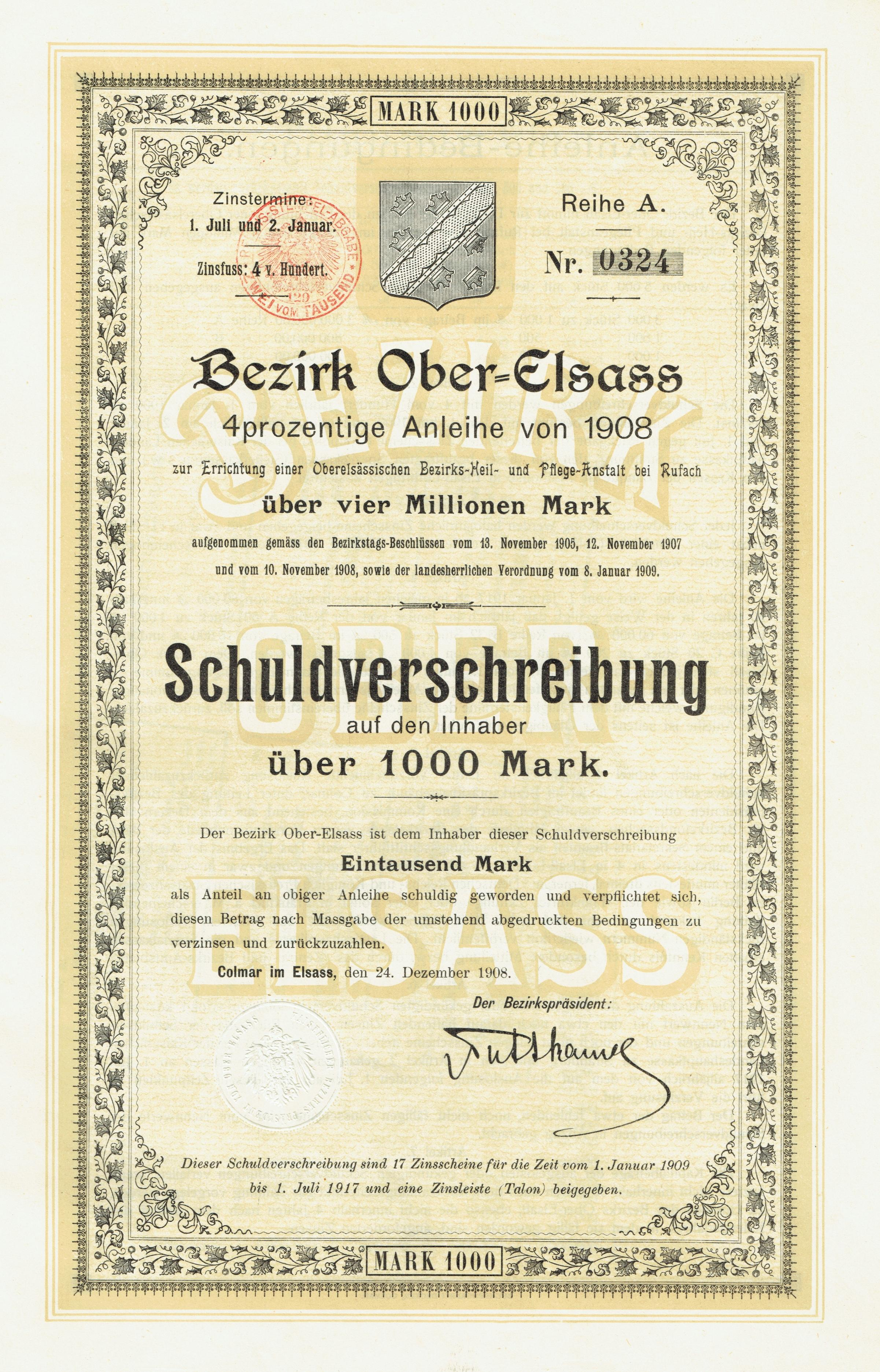
Schuldverschreibung des Bezirks Ober-Elsass vom 24. Dezember 1908; sie diente der Errichtung einer Bezirks-Heil- und Pflegeanstalt in Rufach

Die Oberelsäßische Bezirks-Heil- und Pflegeanstalt Rufach war eine psychiatrische Einrichtung in Rouffach (deutsch Rufach), Elsass. Sie wurde 1909 gegründet. Die Nachfolgeinstitution heißt heute Centre hospitalier de Rouffach.
Die Einrichtung änderte mehrfach ihren Namen:
- Heil- und Pflegeanstalt des Bezirkes Ober-Elsass (bis 1918)
- Asile d’Aliénés de Rouffach (1919–1937)
- Hôpital Psychiatrique de Rouffach (1937–1971)
- Centre Hospitalier Spécialisé de Rouffach (1971–1991)

Sie war 1939 bei Kriegsausbruch von den Franzosen geräumt worden. 1941 wurden hier vom Reichsministerium für Wissenschaft, Erziehung und Volksbildung Reichsschulen für Volksdeutsche eingerichtet, um Südtiroler, deren Eltern für Deutschland optiert hatten, auf den Besuch deutscher Oberschulen vorzubereiten.